# Ђетземани (Салерно)
Ђетземани је насеље у Италији у округу Салерно, региону Кампанија.
Према процени из 2011. у насељу је живело 23 становника. Насеље се налази на надморској висини од 116 м.